# NM Madeleine II
Le NM (Navire Moteur) Madeleine II est un traversier de la Coopérative de transport maritime et aérien (CTMA).

## Construction
La construction du ferry a débuté en 2007, aux chantiers Astilleros de Sevilla, Séville, Espagne. Le navire devait remplacer, à partir du printemps 2010, le Rosella de Viking Line sur la route Mariehamn (Finlande)—Kapellskär (Suède).

## Annulation de la commande
Le chantier n'a pu être terminé à temps, conduisant à l'annulation de la commande par la direction de Viking Line, le 8 février 2010.
Le navire, inachevé, qui a été mis à l'eau le 29 mai 2013, a été mis à vendre, et fut acheté par la compagnie espagnole Trasmediterránea. Le navire fut renommé MV Villa de Teror.
Le 16 septembre 2020, le gouvernement du Canada annonça l'acquisition du MV Villa de Teror pour 155 000 000 $ pour remplacer le MS Madeleine sur le trajet entre Cap-aux-Meules et Souris. L'acquisition du ferry par le gouvernement du Canada est une mesure intérimaire pendant la construction d'un nouveau bateau pour le trajet, prévu d'entrer en service en 2026. En 2025, aucun plan du NM Jean-Lapierre n'est encore constitué par le chantier naval Davie à Lévis. Le futur traversier est retardé jusqu'en 2029, selon le Ministère des Transports du Canada. La CTMA n'a aucun navire pour prendre la relève du NM Madelaine II qui doit aller en cale sèche en octobre 2025, après déjà l'avoir retardé le plus possible.